# Tinodes sigodanus
Tinodes sigodanus là một loài Trichoptera trong họ Psychomyiidae. Chúng phân bố ở miền Tân bắc.